# VOICE (Perfume單曲)
「VOICE」是日本流行電音組合Perfume第十一張單曲。於2010年8月11日發行。唱片公司為Tokuma Japan Communications。

## 解説
- 距離前作約4個月的單曲。初回限定盘的封面是以Perfume三人的腿作焦點的照片，通常盘的封面則是三人臉部的近鏡。
- c/w曲「575」被KDDI「iida LIGHT POOL」起用為廣告曲。上次該品牌的廣告曲，使用了Perfume音樂製作人中田康貴自己所屬的組合CAPSULE的歌曲（专辑「PLAYER」收录曲「Hello」），因此此次该品牌为再次起用了中田康貴所創作的歌曲為廣告曲。
- 本作是成員首次跟音樂製作人中田康貴在製作新曲前，舉行了一場飯局交換意見。
- 成員與中田康貴對談的時候，說希望能製作一首「能在夏季音樂節上表演，十分厲害的夏天歌曲」。據說在製作這首歌曲的時候，中田康貴不停反覆地嘗試。被問到意見時，成員說「這首歌曲的旋律非常漂亮，是很好的曲子」。同時，整首都是由合唱組成，完全沒有solo部份的樂曲，在Perfume的歌曲裡非常罕見。在「VOICE」的PV中，也聽取了成員的意見，整個PV都沒有使用CG效果。
- 「575」(除了Rap的部份)全部歌詞的數目都是依照五·七·五（日语俳句的格式）的規律組成。此外，最特別的是，這首歌曲是Perfume第一次嘗試Rap。Rap部份的歌詞十分的多，當三人知道了要唱Rap的時候感到不知所措。可是在錄音完畢後，他們對這首歌也感到滿意，並表示和A面曲一樣出色。在音乐杂志上中田康贵和小室哲哉的对谈中，小室哲哉也极力地赞赏了这首曲子。
- 本作品以84000多張登上ORICON週榜第二位，刷新了自身最高初動銷售張數。這張單曲總累計銷量也超過121000張，是本年度三張單曲最高；而在所有發行單曲銷量僅次於「love the world」的十五萬張，以及「レーザービーム / 微かなカオリ」的十二萬五千張。另外，「575」亦登上手機鈴聲周榜的第一位。

## 收錄曲

### CD
| 曲序     | 曲目                                                               | 时长  |
| -------- | ------------------------------------------------------------------ | ----- |
| 1.       | VOICE（｢「日産のお店で！キャンペーン」｣廣告歌、｢RecoChoku｣廣告歌） | 4:13  |
| 2.       | 575（KDDI／沖縄手提電話「iida LIGHT POOL」廣告歌）                 | 4:27  |
| 3.       | VOICE -Original Instrumental-                                      | 4:12  |
| 4.       | 575 -Original Instrumental-                                        | 4:25  |
| 总时长： | 总时长：                                                           | 17:18 |

### DVD（初回限定盘）
1. VOICE -Video Clip-

## 外部連結
- YouTube上的Perfume 「VOICE」